# Ингессон, Магнус
Магнус Ингессон (швед. Magnus Ingesson; 18 февраля 1971 года, Лулео) — шведский лыжник, призёр чемпионата мира 2001 года, участник Олимпийских игр 2002 года.

## Карьера
В Кубке мира Магнус Ингессон дебютировал в 1994 году, в ноябре 1998 года первый раз попал в десятку лучших на этапе Кубка мира. Всего, в личных гонках имеет на своём счету 5 попаданий в десятку лучших на этапах Кубка мира. Лучшим результатом Ингессона в общем итоговом зачёте Кубка мира является 42-е место в сезоне 1999/00.
На Олимпийских играх 2002 года в Солт-Лейк-Сити занял 8-е место вгонке на 15 км классикой и 16-е место в гонке на 50 км классикой.
За свою карьеру принимал участие в двух чемпионатах мира, на чемпионате 2001 года в Лахти завоевал серебро в эстафетной гонке. Лучшим результатом Ингессона в личных гонках на чемпионатах мира является 9-е место в гонке на 15 км классикой на том же чемпионате 2001 года.
Магнус Ингессон завершил профессиональную карьеру по окончании сезона 2003/04. С 2008 года работает старшим тренером женской сборной Швеции по лыжным гонкам, так же является личным тренером лидера шведской сборной Шарлотт Каллы.